# 新潟県立三条高等学校
新潟県立三条高等学校（にいがたけんりつさんじょうこうとうがっこう）は、新潟県三条市月岡地域に所在する県立の高等学校。愛称は三高（さんこう）。

## 概要
教育目標に「自主自律精神の涵養(かんよう)」と「情操豊かな人間性と創造力の育成」を掲げる。生徒に求める努力点としては「基本的生活習慣の形成」「学習意欲の向上と健康の増進」「集団意識の醸成と連帯感の育成」「友達、家族、地域、そして学舎を大切にする生徒」を挙げている。
校風は非常に自由である。制服については、標準服は有るものの事実上の私服校である。

## 沿革
- 1901年3月18日 - 新潟縣立新潟中學校・三条分校として、南蒲原郡本城村大字四日町（本成寺村→現：三条市）に設立。
- 1902年4月1日 - 新潟縣立新潟中學校・三条分校開校認可。
- 1902年5月1日 - 第1回入学式、始業式を挙行。この日を創立記念日と定める。
- 1903年7月20日 - 校舎竣工式、開校式挙行。
- 1904年4月1日 - 新潟縣立 三条中學校と改称する。
- 1905年10月15日 - 校歌制定（作詞：平野秀吉）。
- 1926年7月28日 - 五十嵐川が破堤（諏訪・曲淵切れの水害）、床上浸水が1週間続き、図書・器械はほぼ全滅など損害甚大。
- 1947年4月30日 - 学制改革により新潟県立三条中学校併設中学校（新制）を設置。
- 1947年10月10日 - 昭和天皇北越巡幸（昭和天皇の戦後巡幸）[2]。校庭に奉迎場が設けられ、約4万人がつめかける[3]。
- 1948年4月1日 - 学制改革により新潟県立三条高等学校となる。普通科を設置。
- 1951年4月1日 - 定時制を設置、男女共学開始。
- 1952年8月 - 第5回全国高等学校総合体育大会バスケットボール競技大会（インターハイ）で優勝。
- 1955年8月 - 第8回インターハイバスケットボール競技大会で優勝。
- 1958年11月27日 - 校舎改築・図書館竣工記念式典挙行。
- 1963年8月 - 第16回インターハイバスケットボール競技大会の会場となり、優勝。
- 1963年8月6日 - 高松宮宣仁親王が来校。記念植樹。
- 1963年8月25日 - 第3回男女バスケットボール試合の日本代表として大韓民国遠征。
- 1964年8月 - 第17回インターハイバスケットボール競技大会で連覇。
- 1980年3月 - 校舎改築工事竣工。
- 2002年4月1日 - 学校完全週5日制導入により、1時間の授業時間を50分から55分に拡大する。
- 2002年10月5日 - 創立100周年記念式典挙行。
- 2004年7月13日 - 平成16年7月新潟・福島豪雨（7・13水害）により床上浸水の被害。
- 2005年4月1日 - 新校舎竣工により、月岡地内に移転。
- 2007年3月 - 定時制課程の募集を実施する。（最終）
- 2008年3月 - 定時制課程の募集を停止する。（転入生受け入れは継続）
- 2011年3月31日 - 定時制課程の生徒が卒業したことに併せて、定時制課程を閉科する。
- 2018年4月1日 - 7学級から1クラス減級。
- 2025年4月 - 理数科を設置。

## 校歌
- 『新潟県立三条高等学校校歌』（作詞：平野秀吉・作曲：不詳）[4]

## 部活動

### 運動部
- 野球部
- 陸上競技部
- テニス部
- ソフトテニス部
- バレーボール部
- バスケットボール部：インターハイで4回全国制覇
- 柔道部
- 剣道部
- 弓道部
- 山岳部
- サッカー部
- 卓球部
- バドミントン部
- ダンス部
- 水泳サークル(部は2018年時点で廃部)

### 文化部
- 文芸部
- 英語部
- 生物・園芸部
- 地学部
- 物理・化学部
- 合唱部
- 書道部
- 演劇部
- 放送部
- 写真部
- 美術部
- 囲碁将棋部
- 吹奏楽部
- 漫画研究部
- 競技かるた部

## 著名な出身者

### 政治・行政・法曹
- 泉田裕彦（元：新潟県知事・自由民主党衆議院議員）
- 岩淵三次（大日本帝国海軍軍人・海軍中将）
- 漆原良夫（元：公明党衆議院議員）
- 大谷良孝（元：弥彦村長）
- 角田覚治（大日本帝国海軍軍人・海軍中将）
- 小池清彦（元：加茂市長・元：防衛庁教育訓練局長）
- 佐野恒雄（現：田上町長）
- 鈴木力（現：燕市長）
- 関山信之（元：社会民主党衆議院議員）
- 滝沢亮（現：三条市長）
- 西村智奈美（立憲民主党衆議院議員：新潟県第1区選出）
- 樋口義広（外交官・駐マダガスカル兼コモロ特命全権大使、元フランス公使）
- 藤田明美（現：加茂市長）
- 松原誠（建設・国土交通官僚：国土交通省大臣官房上下水道審議官）
- 山口京子（現：埼玉県蓮田市長・元埼玉県議会議員）
- 亘四郎（元：衆議院議員・新潟県知事）

### 経済・財界
- 野水重明（ツインバード代表取締役社長）
- 山井太（スノーピーク代表取締役社長）

### 学者
- 大橋幸泰（歴史学者・早稲田大学教授）
- 川崎清（建築家・京都大学名誉教授）
- 近藤亨（農学者、ネパール・ムスタン地域開発協力会理事長）
- 佐藤進一（歴史学者・中央大学名誉教授、東京大学教授、名古屋大学教授）
- 澁木克栄（神経科学・新潟大学脳研究所名誉教授）
- 西山賢一（経済学者・埼玉大学名誉教授）
- 和田一夫（経営学者・東京大学名誉教授）
- 渡辺克義（言語学、歴史学者・長岡崇徳大学教授）
- 渡辺秀司（応用数学者、数理物理学者・三条市立大学教授、群馬大学名誉教授）
- 渡辺俊一（都市計画家・東京理科大学名誉教授）

### 文化・芸能・スポーツ
- 相場英雄（小説家）
- 岩田正巳（日本画家・元日本芸術院会員）
- 金子恵美（タレント・元：自由民主党衆議院議員、新潟県議会議員、新潟市議会議員）
- 川上真樹（シンガーソングライター・ボイストレーナー）
- 岸本大紀（陸上・箱根駅伝）
- 神保あつし（漫画家）
- 中村多仁子（1964年東京五輪体操女子団体銅メダリスト・東海大学体育学部教授）
- 藤島じゅん（漫画家）
- 渡辺義雄（写真家・日本大学芸術学部名誉教授・日本写真家協会名誉会長・文化功労者）

### 放送・メディア
- 田中良幸（フリーアナウンサー・情報プレゼンター とくダネ!リポーター・元：NST新潟総合テレビ在籍）
- 山本かおる（フリーアナウンサー、・元：UX新潟テレビ21在籍）

## 交通
- JR信越本線 三条駅から南東へ徒歩約12分
- JR弥彦線 北三条駅から南東へ徒歩約40分、自転車約20分